# مصرف الرشيد
مصرف الرشيد هو مصرف عراقي حكومي، تأسس في بغداد عام 1988، كبنك عراقي تجاري. ينتشر له 162 فرعا داخل العراق.

## نبذة تاريخية
تأسس مصرف الرشيد بموجب القانون رقم (52) لسنة 1988 وأصبح شركة عامة بموجب قانون الشركات العامة رقم (22) لسنة 1997وبتاريخ4 \12\ 2001 أصبح رأس مال المصرف مليــاري دينار عراقي حيث كان مليار دينار عراقي يهدف مصرف الرشيد المساهمة في دعم الاقتصاد الوطني من خلال الوظائف التي يقوم بها وتتمثل بما يلي:-
1- الصيرفة التجارية
2- أستثمار الأموال
3- تمويل مختلف القطاعات وفق خطط التنمية
4-الخدمات المصرفية في مجال المعاملات الخارجية والمعاملات المصرفية الداخلية المتمثلة بالحسابات الجارية والتوفير والودائع الثابتة والقروض المتنوعة (بالدينار والدولار الأمريكي) والتسهيلات الائتمانية.
خدمات المصرف بالنسبة للودائع الثابتة مقتصرة على سكان المنطقة الجغرافية التي يقع فيها المصرف أي انك لن تستطيع فتح حساب توفير مثلا الا إذا كنت تسكن قرب المصرف.

## فروع البنك
للمصرف (163) فرعا ومكتبا، منها (52) فرعا و(21) مكتبا في بغداد و(84) فرعا و(6) مكاتب خارج بغداد، كما أن الإدارة العامة للمصرف تضم ضمن تشكيلاتها (13) قسما و(56) شعبة.